# George Sorocold
George Sorocold, född ca. 1668, död 1738, var en engelsk ingenjör, föregångsman inom utnyttjandet av vattenkraft.

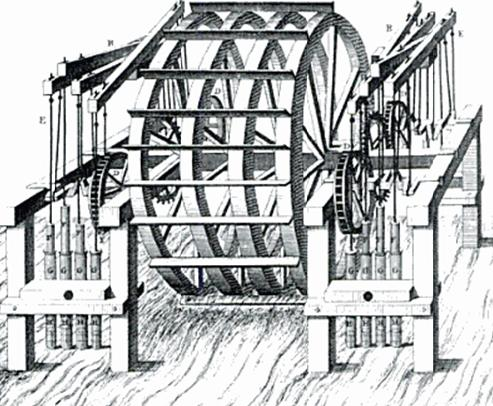
Vattenhjulsystem i London Bridge, planerat av G. Sorocold

I Derby var han mest känd för att ha installerat Derbys första vattenledningar åren 1691-93. Han uppnådde detta genom att använda ett patenthjul som steg och sjönk med flodens höjd. Vattnet togs upp av en skruv till en tank bakom Sankt Mikaels kyrka, varifrån det leds till en rad vattenposter i Derby centrum. Vattenkraft användes också i en borrmaskin som används för att tillverka rör av trä. Derby var den första provinsiella staden utanför London att ha vattenledningar. Senare byggde Sorocold  vattenledningssystem till ett antal andra städer, som  Bridgenorth, Bristol, Deal, Kings Lynn, Newcastle, Norwich, Portsmouth, Sheffield och Great Yarmouth.
I början av 1700-talet deltog Sorocold i byggandet av två silkesväverier vid floden Derwent. Den första fabriken blev färdig 1702 och använde holländska maskiner för att väva silke. De kunde dock inte producera silkestråd av tillräckligt bra kvalitet. Det andra väveriet byggdes efter ritningar som John Lombe hade gjort under sin hemliga resa till Italien. Lombes väveri är Derby Silk Mill som senare har blivit museum över Derbys industriella historia